# رالی آکروپولیس ۲۰۲۳
رالی آکروپولیس ۲۰۲۳ (همچنین به عنوان رالی اکو آکروپلیس یونان ۲۰۲۳ شناخته می‌شود) یک رویداد اتومبیل رانی برای خودروهای رالی بود که از ۷ سپتامبر تا ۱۰ سپتامبر ۲۰۲۳ برگزار شد. این مسابقه شصت و هفتمین رویداد رالی آکروپولیس بود، دهمین دور از رالی قهرمانی جهان ۲۰۲۳، رالی قهرمانی جهان ۲ و رالی قهرمانی جهان ۳ بود. این رویداد همچنین آخرین دور مسابقات رالی قهرمانی نوجوانان جهان در سال ۲۰۲۳ نیز بود. این رویداد در لامیا در یونان مرکزی برگزار شد و در بیش از پانزده مرحله ویژه که مسافت رقابتی ۳۰۷٫۶۹ کیلومتر (۱۹۱٫۱۹ مایل) را پوشش می‌داد، برگزار شد.